# (1956) Artek
(1956) Artek es un asteroide que forma parte del cinturón exterior de asteroides y fue descubierto por Liudmila Ivanovna Chernyj el 8 de octubre de 1969 desde el Observatorio Astrofísico de Crimea, Naúchni.

## Designación y nombre
Artek recibió al principio la designación de 1969 TX1.
Más tarde, fue nombrado por Artek, un centro para niños de la antigua Unión Soviética.

## Características orbitales
Artek orbita a una distancia media de 3,205 ua del Sol, pudiendo alejarse hasta 3,532 ua. Tiene una inclinación orbital de 1,492° y una excentricidad de 0,1021. Emplea en completar una órbita alrededor del Sol 2096 días.